# Kempanahalli, Malur
Kempanahalli là một làng thuộc tehsil Malur, huyện Kolar, bang Karnataka, Ấn Độ.
Nó thuộc về Panchayath Kempanahalli và nằm trong khu vực quản lý của Bangalore. Kempanahalli cách trụ sở huyện Kolar 21 km về phía Nam, cách Malur 10 km và cách thủ đô bang Bangalore 59 km.
Mã bưu điện của Kempanahalli là 563137 và trụ sở bưu điện chính là Tekal.
Các làng lân cận bao gồm Kondasettihalli (cách 2 km), Banahalli (3 km), Huladenahalli (6 km), Rajenahalli (8 km) và Nutuve (9 km). Kempanahalli được bao quanh bởi Taluk Bangarapet về phía Đông, Taluk Kolar về phía Bắc, Taluk Bangalore Rural và Taluk Hoskote về phía Tây.
Malur, Kolar, Robertson Pet và Mulbagal là những thành phố gần Kempanahalli. Nơi này nằm trên biên giới giữa huyện Kolar và huyện Bangalore Rural. Huyện Bangalore Rural nằm về phía Tây của nơi này.
Ngôn ngữ địa phương ở Kempanahalli là tiếng Kannada. Tổng dân số của làng là 315 người với 67 hộ gia đình. Dân số nữ chiếm 49.5%. Tỷ lệ biết chữ ở làng là 65.4% và tỷ lệ biết chữ của phụ nữ là 27.0%.